# 악단

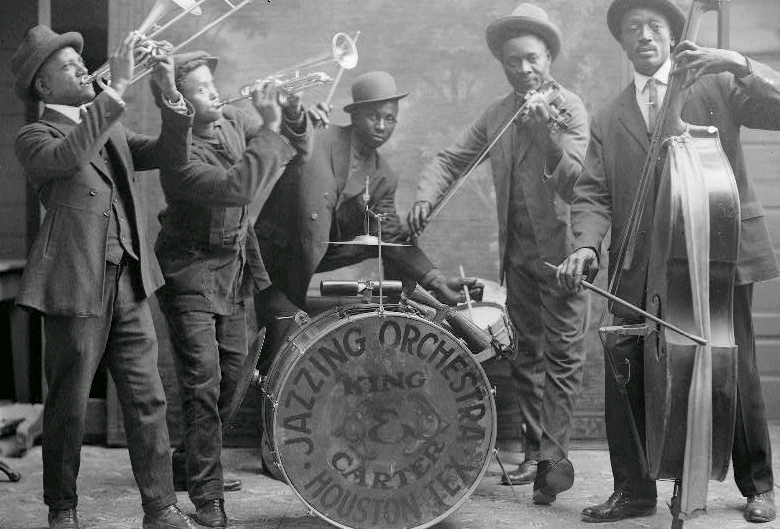
1921년 1월 텍사스 휴스턴에서 촬영된 킹 & 카터 재즈 악단

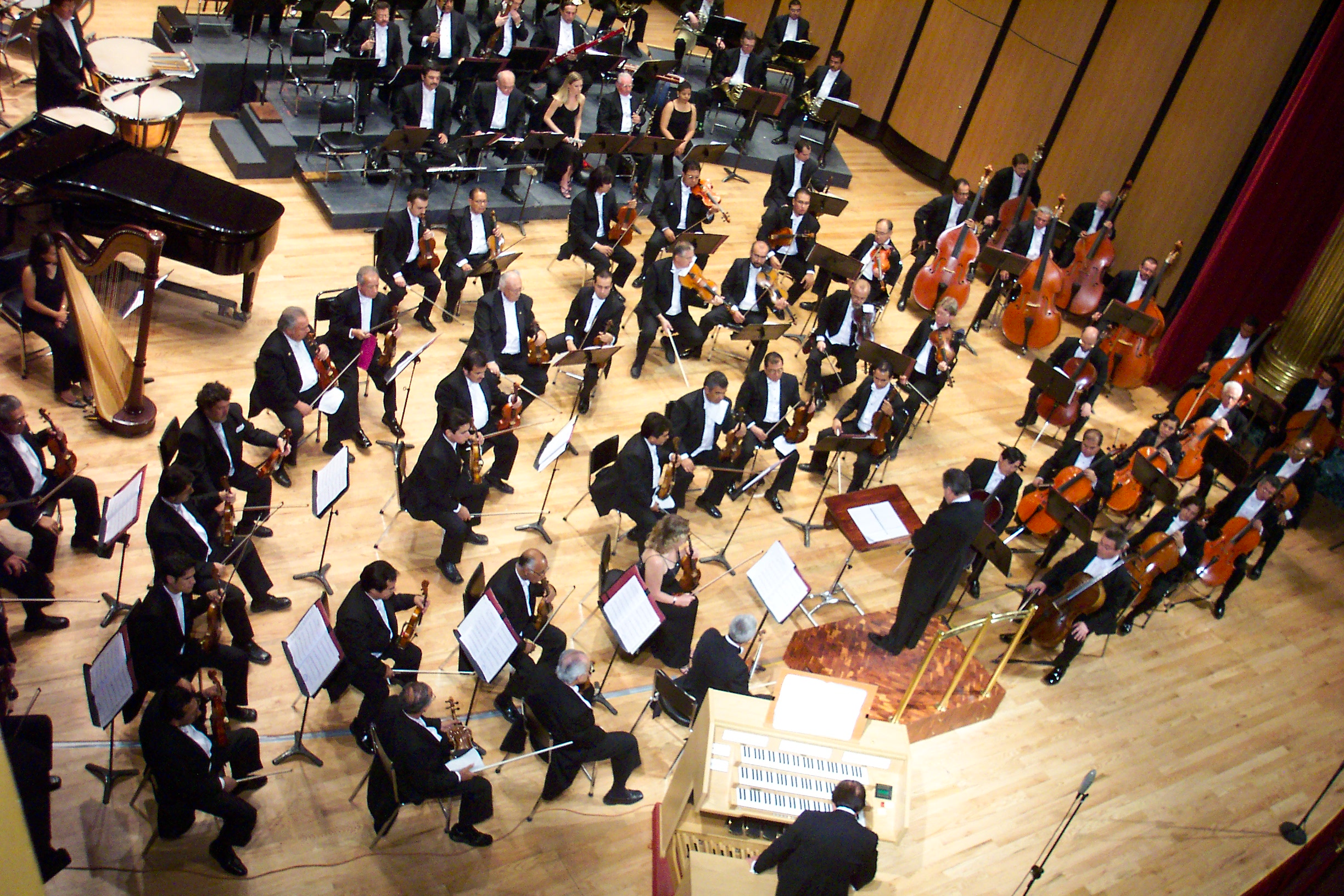
할리스코 필하모닉 오케스트라는 대규모 클래식 악단의 한 예이다.

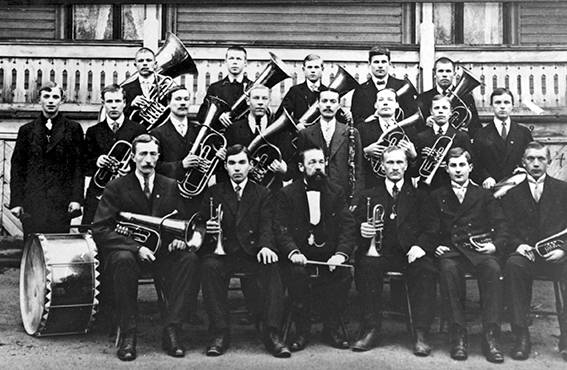
1920년대 포리 노동자 협회 금관악단

악단(樂團, 영어: musical ensemble) 또는 음악 그룹(영어: music group)은 기악 및 성악을 연주하는 사람들의 그룹으로, 일반적으로 고유한 이름으로 알려져 있다. 일부 악단은 재즈 콰르텟이나 관현악단과 같이 전적으로 기악 연주자로만 구성된다. 다른 악단은 합창단이나 두왑 그룹과 같이 전적으로 가수로만 구성된다. 대중음악과 클래식 음악 모두에서 록 밴드 또는 바소 콘티누오(하프시코드 및 첼로)와 한 명 이상의 가수를 위한 바로크 실내악 그룹과 같이 기악 연주자와 가수 모두가 연주하는 악단이 있다. 클래식 음악에서 삼중주 또는 사중주는 피아노, 현악기, 관악기와 같은 악기 가족의 소리를 혼합하거나 현악 사중주와 같은 현악 악단 또는 목관 5중주와 같은 관악 악단과 같이 동일한 악기 가족의 악기를 그룹화한다. 일부 악단은 관현악단과 같이 현악 섹션, 금관악기, 목관악기, 타악기를 사용하거나 콘서트 밴드와 같이 금관악기, 목관악기 및 타악기를 사용하는 다양한 악기 가족의 소리를 혼합한다.
재즈 악단 또는 콤보에서 악기는 일반적으로 관악기(하나 이상의 색소폰, 트럼펫 등), 하나 또는 두 개의 코드 "컴핑" 악기(일렉 기타, 통기타, 피아노 또는 해먼드 오르간), 베이스 기타 또는 콘트라베이스와 같은 베이스 악기, 그리고 드러머 또는 타악기 연주자를 포함한다. 재즈 악단은 전적으로 기악으로만 구성될 수도 있고, 하나 이상의 가수를 반주하는 악기 그룹으로 구성될 수도 있다. 일반적으로 록 밴드 또는 팝 밴드라고 불리는 록 및 팝 악단에는 일반적으로 기타와 키보드(피아노, 일렉트릭 피아노, 해먼드 오르간, 신시사이저 등), 하나 이상의 가수, 그리고 베이스 기타와 드럼 세트로 구성된 리듬 섹션이 있다.
악단은 일반적으로 리더가 있다. 재즈 밴드, 록 및 팝 그룹 및 유사한 악단에서는 밴드 리더가 이를 맡는다. 클래식 음악에서 관현악단, 콘서트 밴드 및 합창단은 지휘자가 지휘한다. 관현악단에서 악장(수석 바이올린 연주자)은 관현악단의 기악 리더이다. 관현악단에서 각 섹션에도 리더가 있으며, 일반적으로 섹션의 "수석"이라고 불린다(예: 비올라 섹션의 리더는 "수석 비올라"라고 불린다). 지휘자는 재즈 빅밴드와 일부 매우 큰 록 또는 팝 악단(예: 현악 섹션, 혼 섹션, 록 밴드 연주를 반주하는 합창단이 포함된 록 콘서트)에서도 사용된다.

## 클래식 실내악

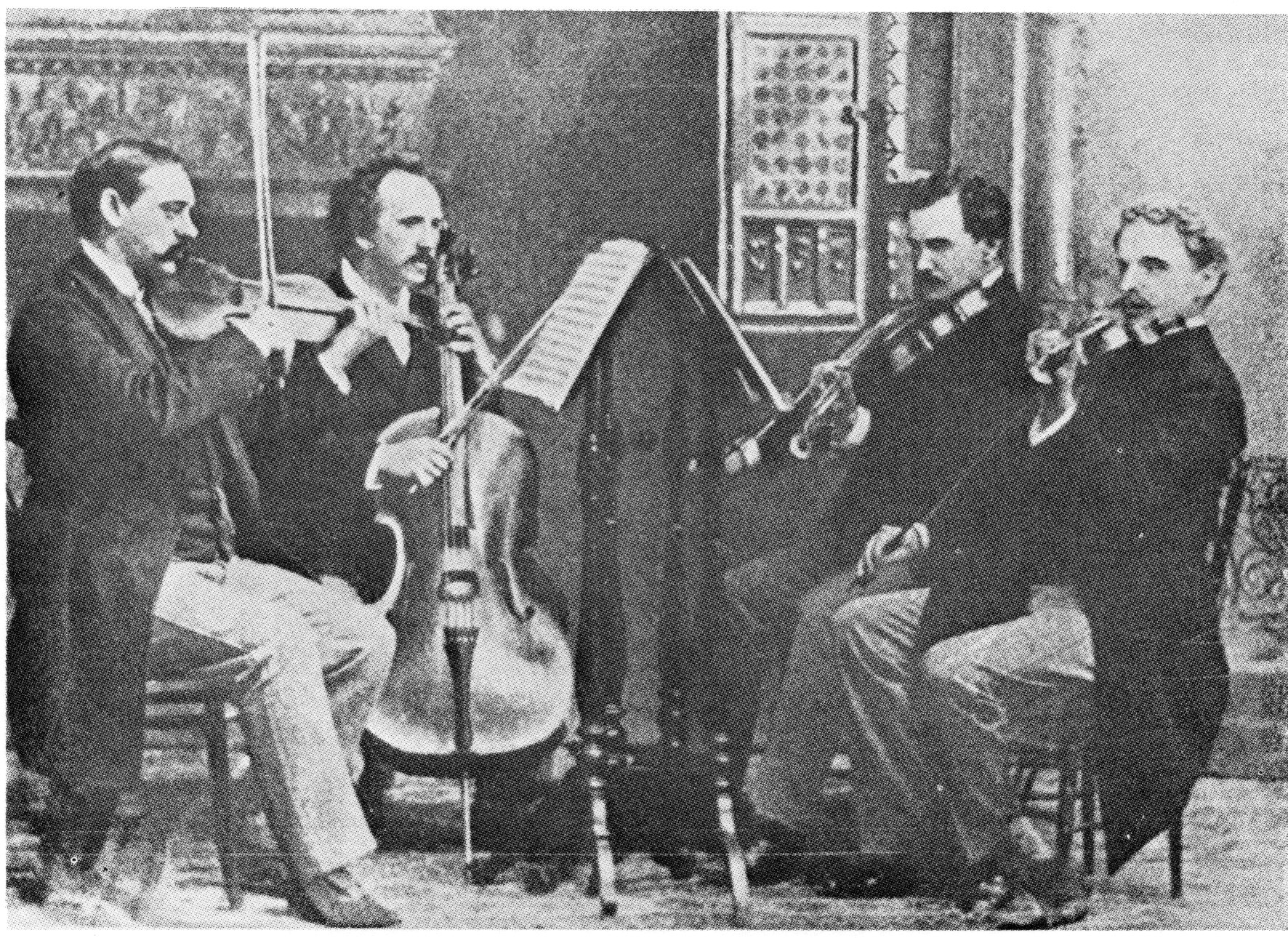
프란츠 크나이젤이 이끄는 크나이젤 현악 사중주단은 실내악의 한 예이다. 이 미국 악단은 드보르작의 아메리칸 콰르텟, Opus 96을 처음 연주했다(1891년 경 촬영).

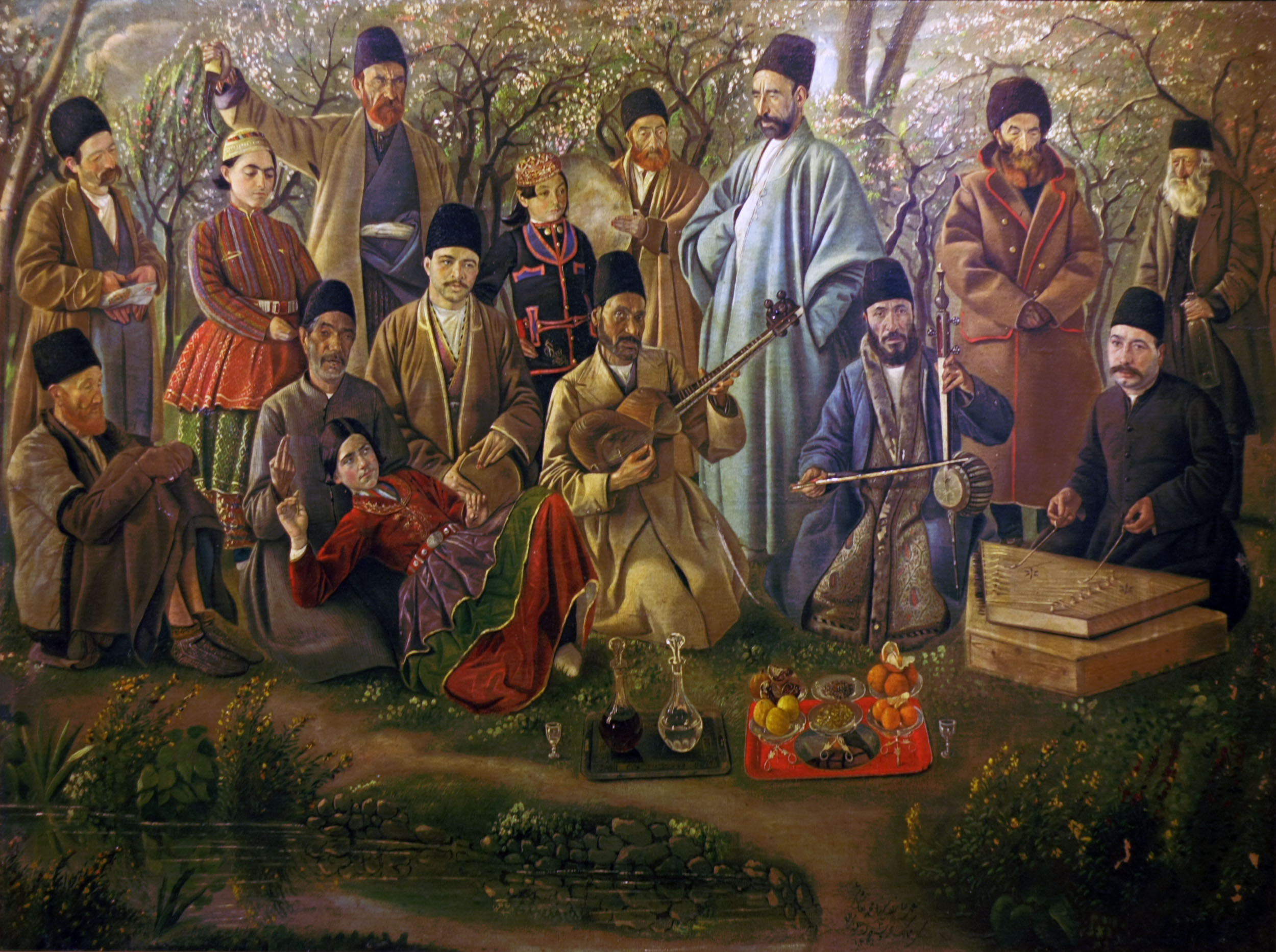
1886년 카말올몰크가 그린 이란 음악 악단

서양 클래식 음악에서 더 작은 악단은 실내악 악단이라고 불린다. 이중주, 삼중주, 사중주, 오중주, 육중주, 칠중주, 팔중주, 구중주, 십중주는 각각 두 명에서 열 명까지의 음악가 그룹을 나타낸다. 동물의 사육제에서 발견되는 것처럼 11명의 음악가 그룹은 운데세트(undecet)라고 불리며, 12명 그룹은 십이중주라고 불린다(라틴어 숫자 접두사 참조). 반주 없이 연주하는 독주자(예: 피아노 독주곡을 연주하는 피아니스트 또는 바흐 무반주 첼로 모음곡을 연주하는 첼리스트)는 한 명의 음악가만 포함하므로 악단이 아니다.

### 4파트

#### 현악기
현악 사중주는 두 대의 바이올린, 한 대의 비올라, 한 대의 첼로로 구성된다. 현악 사중주를 위해 작곡된 음악은 방대하여 클래식 음악에서 중요한 장르이다.

#### 관악기
목관 사중주는 보통 플루트, 오보에, 클라리넷, 바순으로 구성된다. 금관 사중주는 두 대의 트럼펫, 한 대의 트롬본, 한 대의 튜바(또는 호른)로 구성된다. 색소폰 사중주는 소프라노 색소폰, 알토 색소폰, 테너 색소폰, 바리톤 색소폰으로 구성된다.

### 5파트
현악 오중주는 일반적인 그룹 형태이다. 현악 사중주와 비슷하지만 추가적인 비올라, 첼로, 또는 드물게 콘트라베이스가 추가된다. "피아노 오중주" 또는 "클라리넷 오중주"와 같은 용어는 종종 현악 사중주에 다섯 번째 악기가 추가된 것을 의미한다. 모차르트의 클라리넷 오중주는 마찬가지로 두 대의 바이올린, 비올라, 첼로, 클라리넷으로 구성된 악단을 위해 작곡된 작품이며, 마지막 악기가 "정상적인" 현악 사중주에 예외적으로 추가된 것이다.
클래식 음악의 다른 오중주로는 목관 5중주가 있는데, 보통 플루트, 오보에, 클라리넷, 바순, 호른으로 구성된다. 금관악단은 두 대의 트럼펫, 한 대의 호른, 트롬본, 튜바로 구성된다. 리드 오중주는 오보에, 소프라노 클라리넷, 색소폰, 베이스 클라리넷, 바순으로 구성된다.

### 6개 이상의 악기

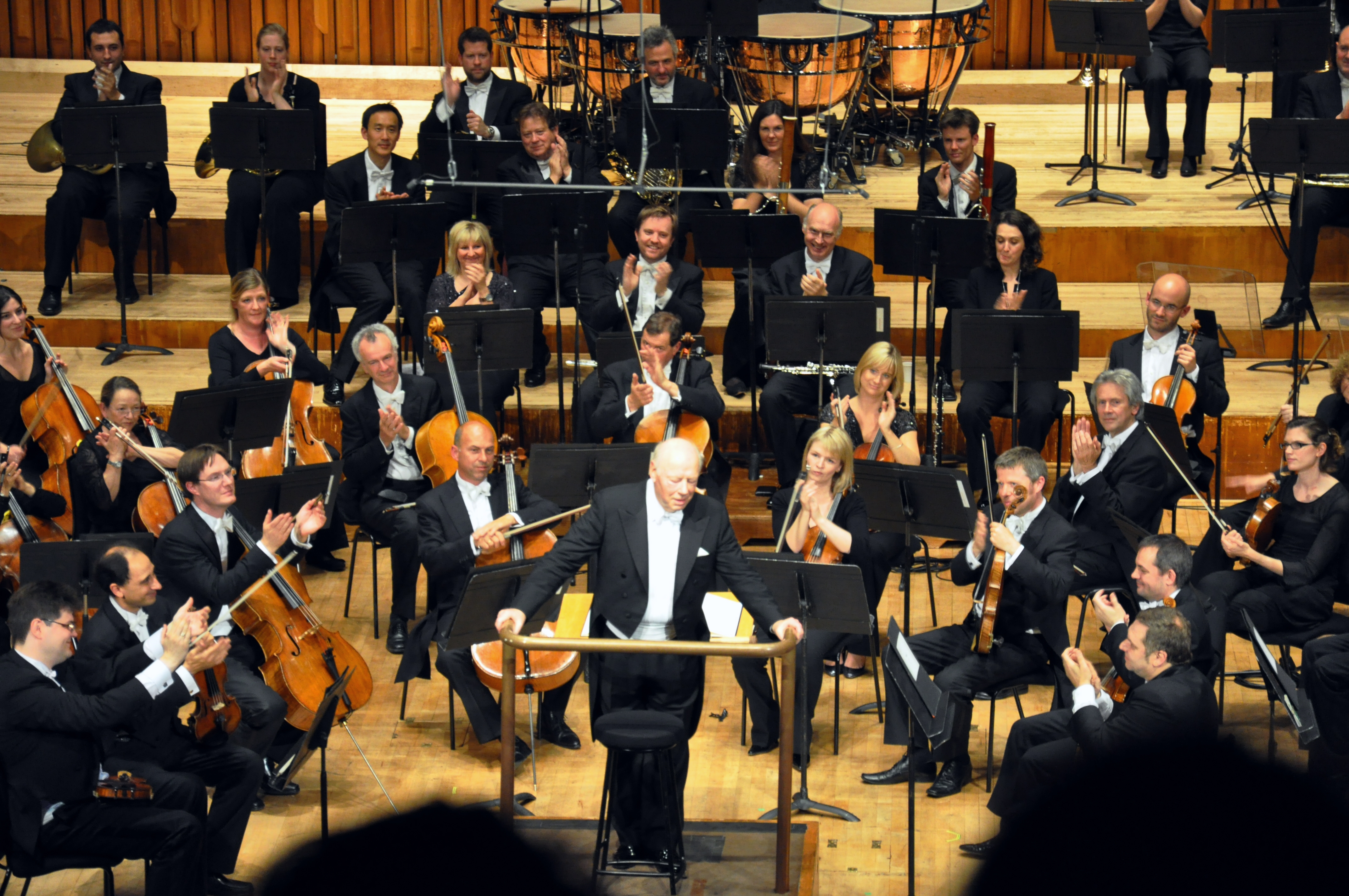
런던 심포니 오케스트라, 바비칸 홀, 지휘 베르나르트 하이팅크

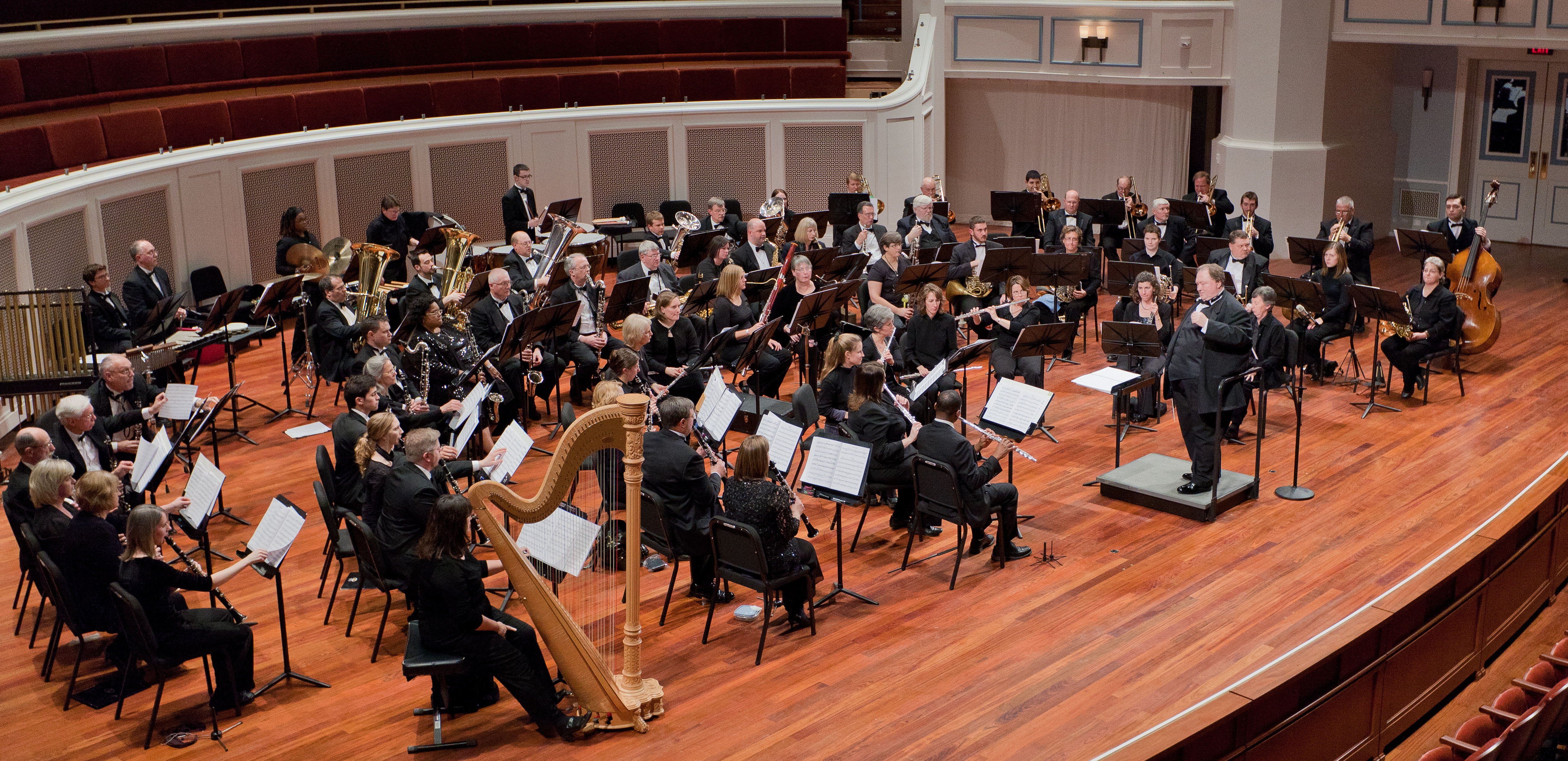
인디애나 윈드 심포니 콘서트 밴드

6명(육중주), 7명(칠중주), 8명(팔중주)의 클래식 실내악 악단은 상당히 흔하다. 하지만 9명(구중주)을 제외하고 더 큰 그룹에 라틴어 용어를 사용하는 경우는 드물다. 대부분의 경우, 더 큰 클래식 그룹은 어떤 유형의 관현악단이나 콘서트 밴드로 불린다. 15명에서 30명 사이의 소규모 관현악단(바이올린, 비올라, 첼로 4대, 콘트라베이스 2~3대, 여러 목관 또는 금관악기)을 실내 관현악단이라고 한다. 신포니에타는 보통 다소 작은 관현악단을 의미한다(여전히 실내 관현악단은 아니다). 더 큰 관현악단은 교향곡 관현악단(아래 참조) 또는 필하모닉 관현악단이라고 불린다.
팝스 오케스트라는 주로 가벼운 클래식 음악(종종 축약되고 단순화된 편곡)과 인기 재즈, 뮤지컬, 팝 음악 노래의 관현악 편곡 및 메들리를 연주하는 관현악단이다. 현악 합주단은 현악기, 즉 바이올린, 비올라, 첼로, 콘트라베이스만 있다.
교향악단은 일반적으로 최소 30명의 음악가로 구성된 악단이며, 연주자 수는 일반적으로 50명에서 95명 사이이며 100명을 초과할 수도 있다. 교향악단은 악기군으로 나뉜다. 현악군에는 바이올린(I과 II), 비올라, 첼로(종종 8대), 콘트라베이스(종종 6대에서 8대) 섹션이 있다. 표준 목관악기 섹션은 플루트(피콜로 겸용), 오보에(잉글리시 호른 겸용), 소프라노 클라리넷(베이스 클라리넷 겸용), 바순(콘트라바순 겸용)으로 구성된다. 표준 금관악기 섹션은 호른, 트럼펫, 트롬본, 튜바로 구성된다. 타악기 섹션은 팀파니, 큰북, 작은북 및 악보에 지시된 기타 타악기(예: 트라이앵글, 글로켄슈필, 차임, 심벌즈, 우드 블록 등)를 포함한다. 바로크 음악(1600~1750년)과 초기 클래식 시대 음악(1750~1820년)의 관현악 작품에서 타악기 파트는 팀파니만 포함할 수도 있다.
관악단 또는 콘서트 밴드는 일반적으로 목관악기, 금관악기, 타악기군과 콘트라베이스로 구성된 40명에서 70명 사이의 음악가로 이루어진 대규모 클래식 악단이다. 콘서트 밴드는 교향악단보다 더 많은 수와 다양한 관악기를 가지고 있지만 현악기 섹션은 없다(단, 콘서트 밴드에서는 단일 콘트라베이스가 흔하다). 콘서트 밴드의 목관악기 섹션은 피콜로, 플루트, 오보에(잉글리시 호른 겸용), 바순(콘트라바순 겸용), 소프라노 클라리넷(Eb 클라리넷 겸용, 알토 클라리넷 겸용), 베이스 클라리넷(콘트라베이스 클라리넷 또는 콘트라알토 클라리넷 겸용), 알토 색소폰(소프라노 색소폰 겸용), 테너 색소폰, 바리톤 색소폰으로 구성된다. 금관악기 섹션은 호른, 트럼펫 또는 코넷, 트롬본, 유포니움, 튜바로 구성된다. 타악기 섹션은 팀파니, 큰북, 작은북 및 악보에 지시된 기타 타악기(예: 트라이앵글, 글로켄슈필, 차임, 심벌즈, 우드 블록 등)로 구성된다.
덜 알려진 것은 대규모 교향 아코디언 관현악단이다. 일반적으로 50명에서 100명의 음악가로 구성되며, 이들의 프리베이스 시스템 악기는 전통 서양 클래식 음악 연주에 필요한 오케스트라 사운드와 음색의 전체 범위를 재현하기 위해 개별적으로 재조정된다.
오케스트라가 바로크 음악(17세기 및 18세기 초)을 연주할 때, 하프시코드나 파이프 오르간을 사용하여 콘티누오 베이스 파트를 연주할 수도 있다. 오케스트라가 낭만주의 시대 음악(19세기)을 연주할 때, 하프나 윈드머신 또는 캐넌과 같은 특이한 악기를 사용할 수도 있다. 오케스트라가 20세기 또는 21세기 음악을 연주할 때, 때때로 일렉 기타, 테레민, 심지어 신시사이저와 같은 악기가 사용될 수도 있다.

## 보컬 그룹
보컬 그룹은 함께 노래하고 하모니를 맞추는 보컬리스트들의 공연 앙상블이다. 최초의 잘 알려진 보컬 그룹은 19세기에 등장했으며, 이 스타일은 1940년대에 광범위한 인기를 얻었다.
보컬 그룹은 다음과 같은 여러 가지 형태로 나뉠 수 있다:

### 성별 기반
- 소년 합창단 – 사춘기가 시작되지 않은 소년들로 구성된 보컬 그룹
- 보이 밴드 – (어린) 남성들로 구성된 보컬 그룹
- 걸 그룹 – (어린) 여성들로 구성된 보컬 그룹
- 혼성 그룹 – 남성과 여성 모두로 구성된 보컬 그룹으로, 일반적으로 십대 또는 20대 초반이다.

### 프로젝트 유형 기반
- 서브 유닛 – 주요 그룹에서 파생된 그룹으로, 멤버 수가 더 적다. 보통 모든 멤버가 주요 그룹 출신이다.[10][11][12]
- 슈퍼그룹 – 솔로 아티스트 또는 다른 성공적인 그룹의 멤버로서 이미 성공한 멤버들로 구성된 음악 그룹.

### 기타
- 합창단 – 목소리 그룹. 비유적으로, 교향악단의 유사한 악기 그룹을 합창단이라고 부르기도 한다. 예를 들어, 교향악단의 목관악기를 목관 합창단이라고 부를 수 있다.
- 두왑 그룹
- 보컬 사중주 (보컬 삼중주 및 오중주 포함)
  - 바버샵 콰르텟 – 아카펠라 클로즈 하모니 보컬 그룹
  - 가스펠 콰르텟

## 기타 서양 악단
대중음악이나 군악대를 연주하는 그룹은 보통 밴드라고 불린다. 드럼 앤 뷰글 코어는 후자의 한 유형이다. 이 밴드들은 재즈 관현악, 대중음악의 편곡부터 군대식 행진곡에 이르기까지 광범위한 음악을 연주한다. 드럼 코어는 금관악기와 타악기만 연주한다. 드럼 앤 뷰글 코어는 의상, 모자, 화려한 연출을 공연에 포함한다.
다른 밴드 유형은 다음과 같다:
- 관악단: 약 30명의 금관악기 및 타악기 연주자로 구성된 그룹.
- 드럼 연주단, 피프 앤 드럼, 파이프 밴드 및 드럼 앤 뷰글 코어는 대부분 의례적인 밴드이다.
- 저그 밴드;
- 군악대 및 군악대, 오스만 군악대부터 시작되었다.
- 멕시코 마리아치 그룹은 일반적으로 최소 두 대의 바이올린, 두 대의 트럼펫, 한 대의 스페인 기타, 한 대의 비후엘라(고음의 5현 기타), 한 대의 기타론 멕시카노(기타 모양의 멕시코 어쿠스틱 베이스), 그리고 한 명 이상의 가수로 구성된다.
- 멕시코 반다 그룹
- 스트링 밴드

자세한 내용은 음악 밴드 유형 목록을 참조하라.

## 여성의 역할

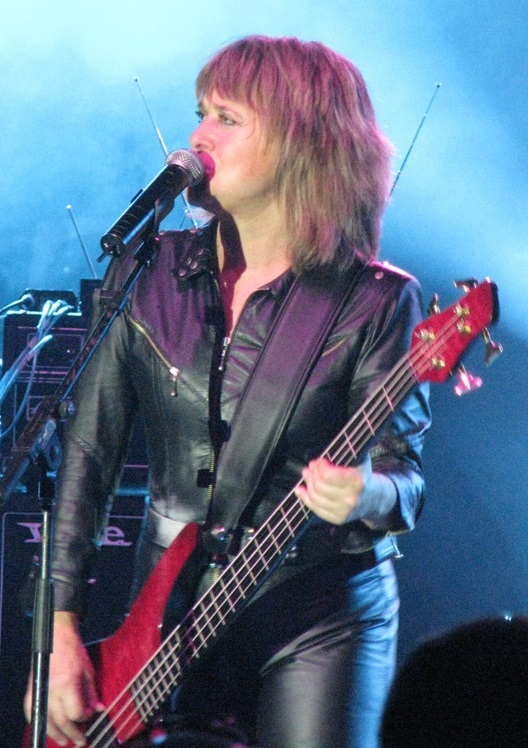
수지 쿼트로는 가수, 베이시스트, 밴드리더이다. 1973년 그녀가 경력을 시작했을 때, 그녀는 록 음악에서 몇 안 되는 저명한 여성 악기 연주자이자 밴드리더 중 한 명이었다.

여성은 많은 대중음악 스타일에서 가수로 높은 비중을 차지한다. 그러나 전문 여성 기악 연주자는 대중음악, 특히 헤비 메탈과 같은 록 장르에서는 드물다. "[음악] 밴드에서 연주하는 것은 주로 남성 동성애적 활동이다. 즉, 밴드에서 연주하는 것을 배우는 것은 주로 또래 기반의... 기존의 성별 분리된 친구 네트워크에 의해 형성되는 경험이다." 또한 록 음악은 "...종종 여성 침실 문화에 대한 남성 반란의 한 형태로 정의된다." 대중음악에서는 음악에 대한 "공공(남성) 참여와 사적(여성) 참여 사이의 성별화된 구분"이 있었다. "[몇몇] 학자들은 남성들이 여성들을 밴드 또는 밴드의 리허설, 녹음, 공연 및 기타 사회 활동에서 배제한다고 주장해왔다." "여성들은 주로 겉보기에 매끄럽고 미리 만들어진, 따라서 열등한 팝 음악의 수동적이고 사적인 소비자로 간주되며... 고위급 록 음악가로서의 참여가 배제된다." 혼성 밴드가 드문 이유 중 하나는 "밴드는 동성 간의 연대, 즉 같은 성별의 사람들 간의 사회적 유대가 중요한 역할을 하는 긴밀한 단위로 운영되기 때문이다." 1960년대 팝 음악 장면에서, "[가창]은 때때로 소녀에게는 용인될 수 있는 취미였지만, 악기 연주는... 단순히 행해지지 않았다."
"록 음악의 반란은 주로 남성적인 반란이었다. 1950년대와 60년대의 록 음악에서 여성들(종종 십대 소녀들)은 대부분 마초 남자친구에게 전적으로 의존하는 페르소나로 노래를 불렀다..." 필립 아우스랜더는 "1960년대 후반에는 록 음악에 많은 여성들이 있었지만, 대부분은 가수로서만 활동했으며, 이는 대중음악에서 전통적으로 여성적인 위치였다"라고 말한다. 일부 여성들이 미국 여성 록 밴드에서 악기를 연주했지만, 이 밴드들 중 지역적인 성공 이상을 거둔 밴드는 없었다. 그래서 그들은 "여성들의 록 음악 지속적인 참여를 위한 실행 가능한 틀을 제공하지 못했다.":2–3 헤비 메탈 밴드의 성별 구성에 대해 "[헤비 메탈] 연주자들은 거의 예외 없이 남성이다" "...적어도 1980년대 중반까지는" "...걸스쿨과 같은 예외를 제외하고는"라고 언급되어 왔다. 그러나 "...이제 [2010년대에는] 그 어느 때보다 강한 메탈 여성들이 주먹을 들고 싸우기 시작했으며," "스스로 상당한 자리를 차지했다."
1973년 수지 쿼트로가 등장했을 때, "다른 저명한 여성 음악가는 가수, 기악 연주자, 작곡가, 밴드 리더로서 동시에 록 음악에서 활동하지 않았다.":2 아우스랜더에 따르면, 그녀는 "록앤롤에서 남성 문을 박차고 나와 여성 음악가... 그리고 이것은 제가 극도로 중요하게 생각하는 점입니다... 소년들만큼 잘, 아니 그들보다 더 잘 연주할 수 있다는 것을 증명했다.":3

## 같이 보기
- 밴드 (음악)
- 걸 밴드
- 보이 밴드
- 걸 그룹
- 음악 산업